# Ломов, Эдуард Дмитриевич
Эдуард Дмитриевич Ломов (1936—2008) — советский военный моряк-подводник, Герой Советского Союза (25.05.1976). Капитан 1-го ранга (19.11.1974).

## Биография
Родился 25 апреля 1936 года в населённом пункте Усть-Чаун Чаунского района Чукотского автономного округа Магаданской области в крестьянской семье. Около 1940 года семья Ломовых переехала в Новороссийск. Отец его в годы Великой Отечественной войны воевал в морской пехоте.
Окончил среднюю школу в 1954 году. С августа того же года начал военную службу в ВМФ СССР. В 1958 году окончил 1-е Высшее военно-морское училище подводного плавания. Служил на подводных лодках Тихоокеанского флота: командир боевой части М-280, с июня 1961 — командир боевой части М-282, с декабря 1961 года помощник командира М-282, с ноября 1962 года — помощник командира С-176, с апреля 1965 по декабрь 1967 — старший помощник командира Б-28. В 1966 году в составе экспедиции ЭОН-76 участвовал в переводе подводной лодки с Северного на Тихоокеанский флот Северным морским путём. В 1968 году окончил Высшие специальные офицерские классы ВМФ.
С августа 1971 года — командир атомной подводной лодки «К-14». С марта 1973 года — командир строящегося ракетного подводного крейсера стратегического назначения «К-171». Корабль вступил в состав флота в сентябре 1975 года.
В январе-апреле 1976 года в составе тактической группы подводных лодок (в которую входила также «К-469») совершил 80-суточный поход с Северного на Тихоокеанский флот через Атлантический океан, пролив Дрейка, а затем и Тихий океан, которым руководил контр-адмирал В. К. Коробов. Корабль Э. Д. Ломова прошёл 21 754 морские мили, из них почти весь поход — 21 641 морскую милю — в подводном положении. Поход был успешно завершён, поставленное задание было выполнено на «отлично». Завершив переход, обе подводные лодки вошли в состав Тихоокеанского флота.
За успешное выполнение заданий командования и проявленные при этом мужество и отвагу указом Президиума Верховного Совета СССР от 25 мая 1976 года Э. Д. Ломову было присвоено звание Героя Советского Союза с вручением ордена Ленина и медали «Золотая Звезда».
Командовал кораблём до 1978 года. В 1977 году корабль был награждён Вымпелом Министра обороны СССР. В 1979 году окончил Академические курсы при Военно-морской академии имени А. А. Гречко.
В августе 1979 года назначен начальником факультета ВВМУРЭ им. А. С. Попова. В январе 1989 года капитан 1-го ранга уволен в запас.
После увольнения с военной службы работал управляющим администрацией муниципального совета муниципального образования муниципального округа № 71 Фрунзенского района Санкт-Петербурга.

Могила Э. Д. Ломова на Богословском кладбище Санкт-Петербурга.

Умер 15 октября 2008 года. Похоронен в Санкт-Петербурге, на Аллее Героев Богословского кладбища.

## Награды
- Герой Советского Союза (25.05.1976)
- Орден Ленина (25.05.1976)
- Орден «За службу Родине в Вооружённых Силах СССР» 3-й степени
- Медали, в том числе медалью ордена «За заслуги перед Отечеством» 2-й степени (2005).